# فنولات‌ها

فرمول ساختاری یون فنولات

فنولات‌ها (همچنین به آنها فِن‌اکسیدها نیز گفته می شود) آنیون‌ها، نمک‌ها و استرهای فنول‌ها هستند که حاوی یون فنولات می‌باشند. این ترکیبات ممکن است در اثر واکنش فنول با باز قوی تشکیل شوند.

## مراجع
1. ↑  Smith, Michael B.; March, Jerry (2007), Advanced Organic Chemistry: Reactions, Mechanisms, and Structure (6th ed.), New York: Wiley-Interscience, p. 506, ISBN 0-471-72091-7{{citation}}:  نگهداری یادکرد:نام‌های متعدد:فهرست نویسندگان (link)